# Козуэй-Бей

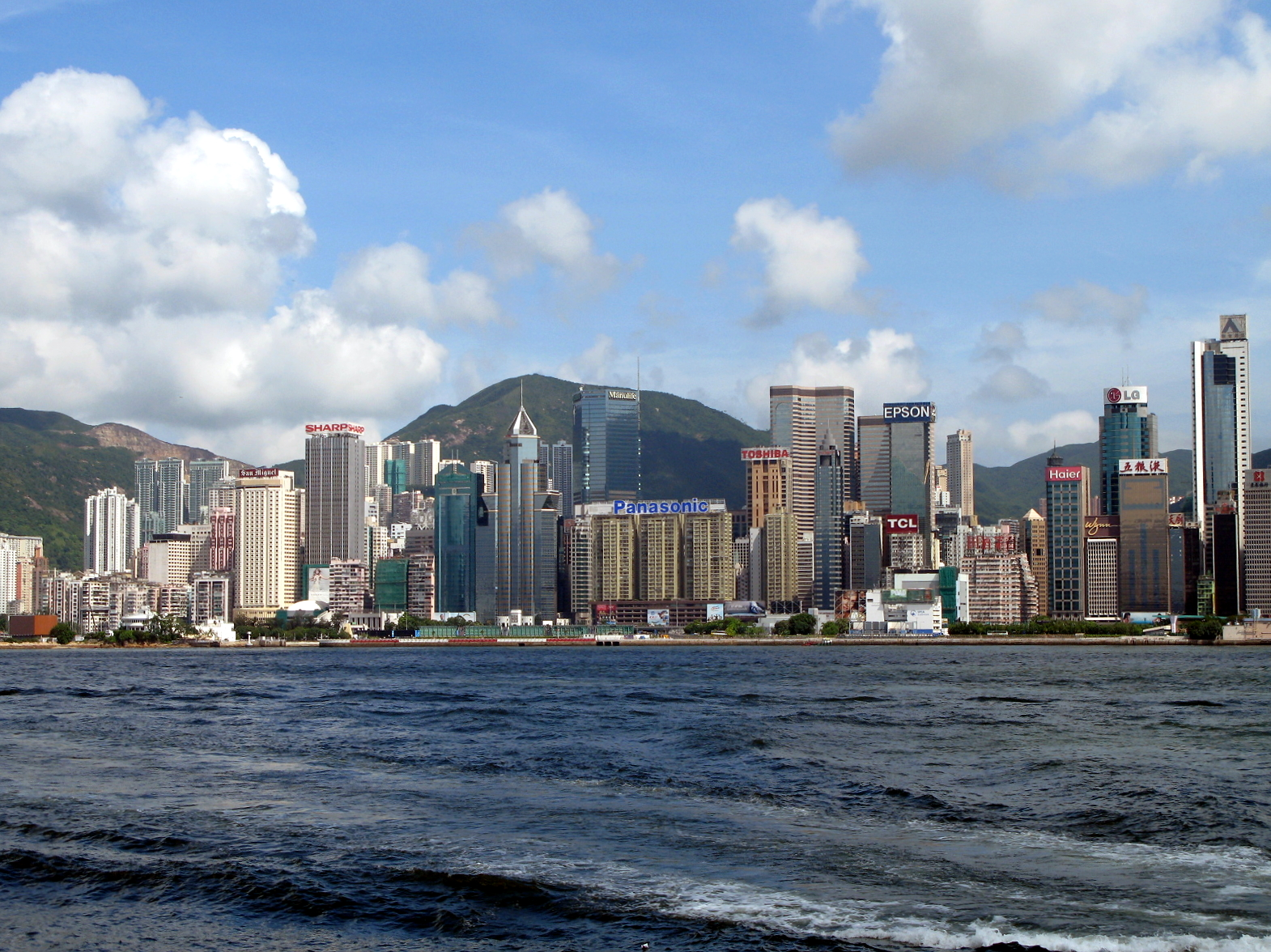
Прибрежная зона района Козуэй-Бей

Козуэй-Бей (англ. Causeway Bay, иер. 銅鑼灣, кант.-рус. Тхунловань, кит.-рус. Тунловань) — гонконгский район, входящий в состав округа Ваньчай. Расположен на северном побережье острова Гонконг. На набережной района установлена знаменитая достопримечательность — «Полуденная пушка», которая каждый день производит полуденный выстрел.
За последние 10 лет Козуэй-Бей трижды становился самой дорогой в мире торговой зоной по рейтингу международной риэлторской компании Cushman & Wakefield, в 2011 и 2012 годах, а также в 2018 году. Средняя ставка аренды помещений под магазины в 2018 году составила в Козуэй-Бей 24 606 долларов США за квадратный метр в год.

## История
До британского правления на месте Козуэй-Бей находилась рыбацкая деревня с храмом Тхиньхау (тогдашняя береговая линия проходила на месте современных улиц Хеннесси-роуд, Иво-стрит, Козуэй-роуд и Кингс-роуд). С началом британского правления эти земли были проданы торговой компании Jardine Matheson и получили название Ист-Пойнт (район вокруг современной станции метро Козуэй-Бей). Мыс Ист-Пойнт простирался от холма Джардинс (также известного как холм Ли Гарден) к острову Келлетт и являлся восточной окраиной британского Виктория-Сити. В 1845 году здесь появился базар Джардинс — одно из самых старых торговых мест района (сегодня это название носит улица на месте бывшего рынка — Jardine’s Bazaar, названная в честь Уильяма Джардина, одного из основателей Jardine Matheson). С 1866 по 1868 год на Шугар-стрит располагался Гонконгский монетный двор — единственный монетный двор за всю историю британского Гонконга (его оборудование было продано в Японию).
В 1883 году был построен первый волнорез, создавший «убежище от тайфунов» для многочисленных рыбацких лодок и судов (он располагался на месте современного парка Виктория). После разрушительного тайфуна 1906 года власти углубили и расширили «убежище от тайфунов», закончив работы в 1908 году. В 1923 году гонконгский магнат Ли Хэйсань купил у Jardine Matheson холм Джардинс и окрестные земли, построив на них отель (сейчас там расположены комплексы Manulife Plaza и Hysan Place). В 1939 году на острове Келлетт было построено здание Королевского яхт-клуба Гонконга (сегодня бывший остров является западной оконечностью «убежища от тайфунов» Козуэй-Бей). В годы японской оккупации в Козуэй-Бей активно действовали китайские партизаны.

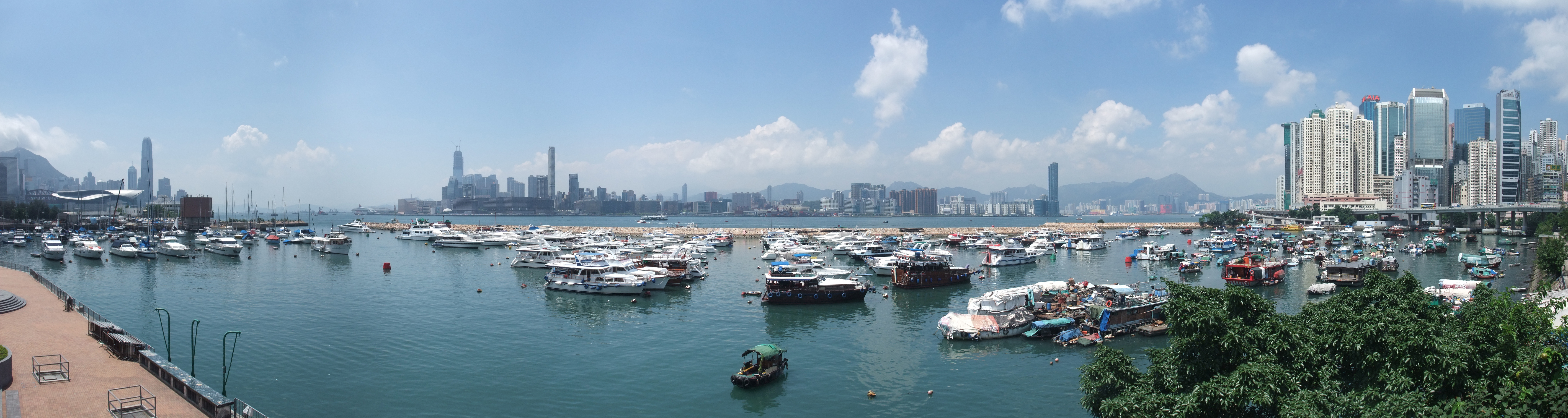
Убежище от тайфунов в Козуэй-Бей

В 1953 году «убежище от тайфунов» было перенесено на север, на его современное место, а на старом месте начались работы по насыпке территории. В 1957 году на землях бывшей гавани был открыт парк Виктория (в 2000—2002 годах здесь проводилась масштабная реконструкция). В конце 1960-х годов на побережье и вокруг острова Келлетт начались новые масштабные работы по насыпке территории, а в 1972 году здесь открылся подводный автомобильный туннель Кросс-харбор (эти работы окончательно стёрли следы бывшего мыса Ист-Пойнт и окрестных холмов).
В 2009 году начались работы по строительству вдоль побережья автомобильных трасс Central-Wan Chai Bypass и Island Eastern Corridor Link (частично на отвоёванных у моря землях), которые призваны разгрузить автомобильное движение в северной части острова Гонконг.

## География

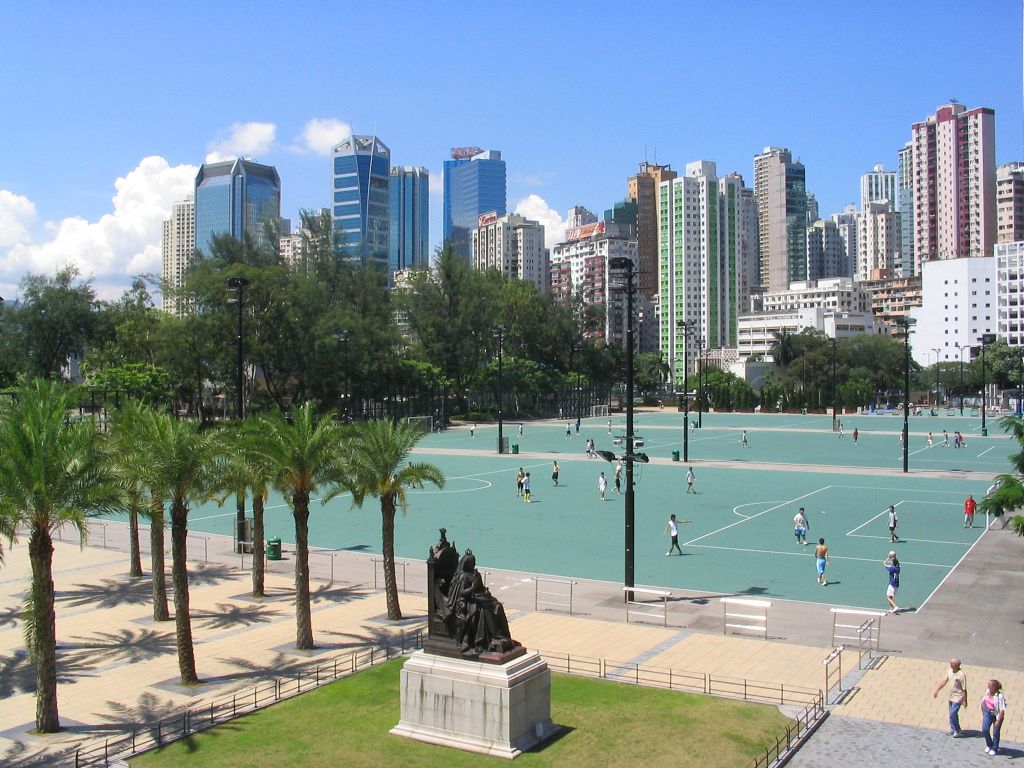
Парк Виктория

С запада Козуэй-Бей граничит с районом Ваньчай, с юга — с районами Хэппи-Вэлли и Тайхан, с востока — с Восточным округом, с севера ограничен водами залива Козуэй-Бей (залив защищён искусственным волнорезом, который образовывает «убежище от тайфунов»).
В центре района расположен большой парк Виктория, названный в честь королевы Виктории, чей памятник установлен здесь же (это самый большой общественный парк на острове Гонконг). Также в Козуэй-Бей расположены Тхунловань-гарден, Линьфакун-гарден и сквер Клуба офицеров полиции.

## Религия
В районе Козуэй-Бей находятся храм Тхиньхау, основанный в начале XVIII века хакка из Гуандуна (храм посвящён богине моря и ранее располагался на побережье), храм Нгоквон, храм Линьфакун, церковь Синкуон, церковь Святой Марии, Китайская конгрегационалистская церковь, часовня Христа Владыки.

## Экономика
Арендная плата за торговую недвижимость района Козуэй-Бей является одной из самых высоких в мире, сопоставимой с Пятой авеню. Крупнейшими торговыми центрами Козуэй-Бей являются Sogo, Times Square, World Trade Centre, Lee Gardens, Lee Theatre Plaza, Causeway Bay Plaza 1, Causeway Bay Plaza 2, Leighton Centre, Sino Plaza, Windsor House, Hang Lung Centre, Fashion Island, Delay No Mall, Causeway Bay Centre, Fashion Walk, Island Beverley, рынки Козуэй-Бей и Танлунчау. Район привлекает молодёжь как своими торговыми центрами и модными магазинами, так и барами и ночными клубами.
Также в Козуэй-Бей расположены крупные офисные центры — Manulife Plaza (240 м), Hysan Place (204 м), Times Square Natwest Tower (194 м), Sino Plaza (185 м), Times Square Shell Tower (169 м), Citicorp Centre и Sunning Plaza. Важное значение для экономики района имеют отели The Excelsior, Regal Hongkong, Metro Park, L’Hotel Causeway Bay Harbour View, The Park Lane и Holiday Inn Express. Немалые ресурсы задействованы в обслуживании высотных жилых комплексов, таких как Park Towers (157 м).

## Транспорт
В районе расположены две станции метро на линии Айленд — Козуэй-Бей и Тхиньхау, открывшиеся в 1985 году. Главными транспортными артериями района Козуэй-Бей являются улицы Виктория-парк-роуд, Глостер-роуд, Хеннесси-роуд, Иво-стрит, Козуэй-роуд, Кингс-роуд, Канал-роуд и Персиваль-стрит, а также Айленд-Истерн-коридор. Через район пролегают трамвайные линии, а также широкая сеть автобусных маршрутов (в том числе и микроавтобусов). Имеются автостанция Тхиньхау (на первом этаже жилого комплекса Park Towers) и несколько стоянок такси.
В Козуэй-Бей находится южное окончание подводного автомобильного туннеля Кросс-харбор, который соединяет остров Гонконг с Коулуном (открылся в 1972 году). В районе имеется широкая сеть пешеходных мостов и переходов, проложенных над улицами и площадями.

## Культура и образование
В Козуэй-Бей находятся Центральная библиотека Гонконга, основанная в 2001 году, Куинс-колледж, основанный в 1862 году, католическая школа для девочек Святого Павла, основанная в 1854 году, школа Святой Марии, средняя школа Хотун, начальная школа сэра Эллиса Каддури, начальная школа Сент-Джеймс и буддийская начальная школа Вончхёкъам.

## Здравоохранение
В районе расположены Восточная больница Тунва, открывшаяся в 1929 году, частная больница Святого Павла, основанная в 1898 году, штаб-квартира бригады скорой помощи Сент-Джон на острове Гонконг.

## Спорт
В парке Виктория и на примыкающих к нему спортплощадках Козуэй-Бей и Мортон-Террас находятся теннисные корты, бассейны, футбольные поля, баскетбольные и волейбольные площадки, каток (центральный корт используется для проведения международных турниров, например Открытого чемпионата Гонконга по теннису или Hong Kong Tennis Classic). В квартале Соухоньпоу находятся Южнокитайский стадион, универсальный спорткомплекс Южнокитайской атлетической ассоциации, а также несколько спортивных клубов, площадок и теннисных кортов. Кроме того, в районе располагаются Королевский яхт-клуб Гонконга, спортивные клубы Почты Гонконга и телекоммуникационной компании PCCW.